# 土師ニサンザイ古墳

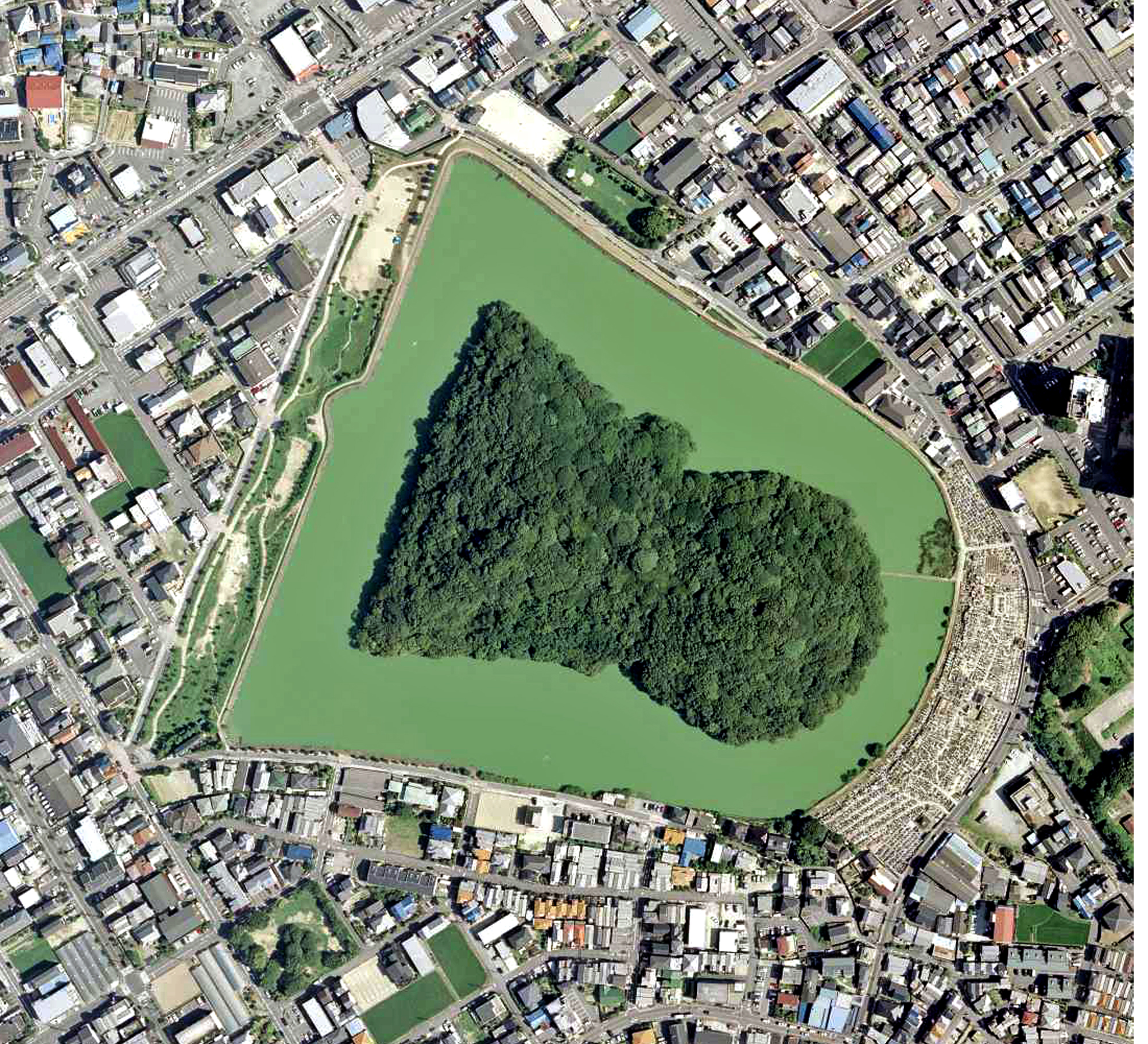
土師ニサンザイ古墳の空中写真(2007年撮影)
。

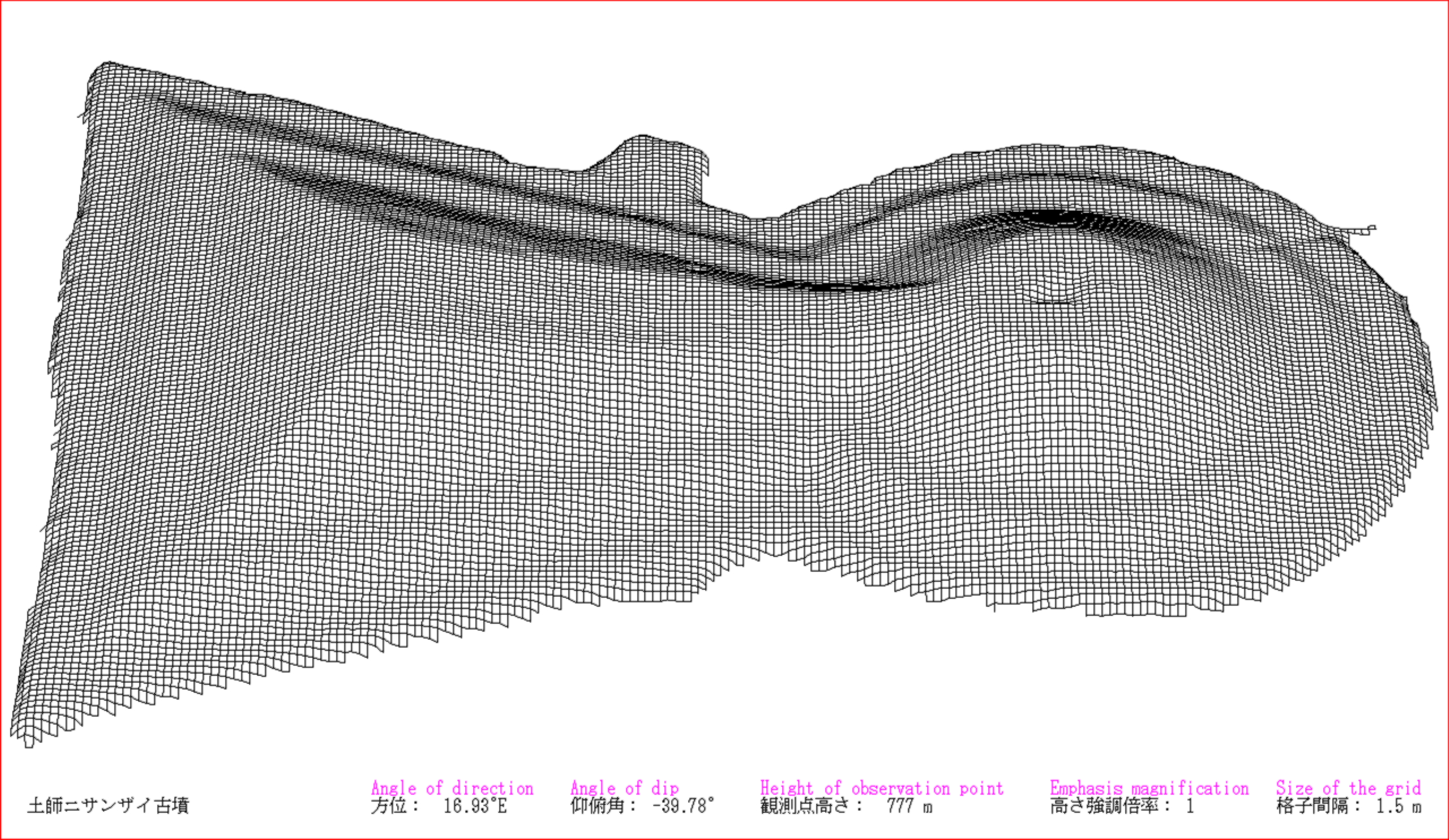
土師ニサンザイ古墳の3DCG描画

土師ニサンザイ古墳（はぜニサンザイこふん）は、大阪府堺市北区百舌鳥西之町にある前方後円墳。百舌鳥古墳群を構成する古墳の1つ。
実際の被葬者は明らかでないが、宮内庁により「東百舌鳥陵墓参考地」（被葬候補者：第18代反正天皇の空墓）として治定されている。内濠は国の史跡に指定され、世界文化遺産 百舌鳥・古市古墳群 -古代日本の墳墓群- の構成資産の一部としても登録されている。

## 概要
名称が、いつから「ニサンザイ」と呼ばれていたかは不明だが、文献で「ニサンザイ」の表記が表れるのは明治時代以降である。宮内庁所蔵の1902年（明治35年）の文書に「ニサンザイ」と記されており、1922年（大正11年）の『大阪府全志』に「ニサンサイ」と記されている。元禄13年（1700年）の『泉州志』では「山稜（ミササキ）」と記されている。そのため「ニサンザイ」や「ミサンザイ」は、「ミササギ（陵）」の転訛したものと考えられている。
宮内庁によると、本墳は、規模から皇室の陵墓の可能性があり、将来の考証に備え保存を目的とし取得したとされ、1886年（明治19年）に「御陵墓伝説地」の票木を建て、1909年（明治42年）に買収を完了したとされる。墳丘は、反正天皇の空墓の陵墓参考地として宮内庁が管理し、濠は堺市が管理している。
百舌鳥古墳群の南東の端にある前方後円形墳で、前方部を西方に向ける。墳丘は3段築成で、盾形の濠を有し、後円部径156メートルに比して前方部幅が224メートルと広く、前方部高が後円部高を上回り、前方部が大きな前方後円墳である。現状の墳丘長は290メートル。くびれ部の左右には造出しを有する。主体部の構造や副葬品はわかっていないが、葺石と埴輪があることが確認されている。2012年（平成24年）に墳丘裾の護岸工事の際に行われた調査において、現在の墳丘の端から5メートル外側の濠の底から本来の裾部分が検出されたため、本来の墳丘長は300メートル以上で全国第7位の規模になるとされている。
墳丘周囲には周濠が巡らされている。現在のものは一重であるが、二重目の外濠が一部確認されている。この周濠には木橋が架けられていたことが判明しており、検出された橋脚柱穴によればその規模は幅約12メートル・長さ45メートル以上と古墳時代最大級になるが、短期間で撤去されていることから葬送用の一時的な橋であったと推測される。5世紀後半の築造と考えられており、百舌鳥古墳群の大型古墳の中では最も時代が新しい。
同じ百舌鳥古墳群の田出井山古墳が反正天皇陵に比定されているが、規模が小さく、本古墳の方が約4倍の大きさがあり、本古墳を反正天皇陵とする説がある。また江戸時代の『泉州志』に、本古墳を反正天皇陵とする民間伝承があったと記されている。
1942年（昭和17年）の航空写真では、本墳周囲に陪塚らしき塚が5基があったが、すでに消滅している聖の塚古墳を含め、舞台塚古墳、大阪府立大学中百舌鳥キャンパス（大阪府堺市中区学園町）構内にある聖塚古墳の3基が、2009年度の堺市文化財課により発掘調査され、古墳である可能性が極めて低いと判断された。現存する舞台塚古墳、聖塚古墳は、名称が改められ、古墳の名を外し、舞台塚、聖塚となった。したがって、現在判明している本古墳に近接する古墳としては、経塚（京塚山）古墳、こうじやま古墳の2基のみで、前者は、1889年（明治22年）に石棺が出土し、後者は、1972年（昭和47年）に発掘調査が行われているが、現在、両者とも現存していない。
堺市で育った考古学者の森浩一が、少年時代に天皇陵の信ぴょう性に疑問を抱くことにつながった古墳である。
陵墓参考地ではあるが、前方部頂に国土地理院の3等三角点(点名は土師（はぜ）、1903年（明治36年）選点・設置）がある。
ちなみに他の陵墓参考地で三角点を設置した例は河内大塚山古墳がある。

## 規模
古墳の規模は次の通り。（資料により、数値に少し幅がある）
- 古墳総域（外濠を含めた規模）
  - 東西約485メートル
  - 南北約490メートル
- 墳丘長：約290メートル（発掘調査に基づく推定復元300.3メートル[13]）
- 後円部直径：約156メートル
- 前方部幅：約224メートル

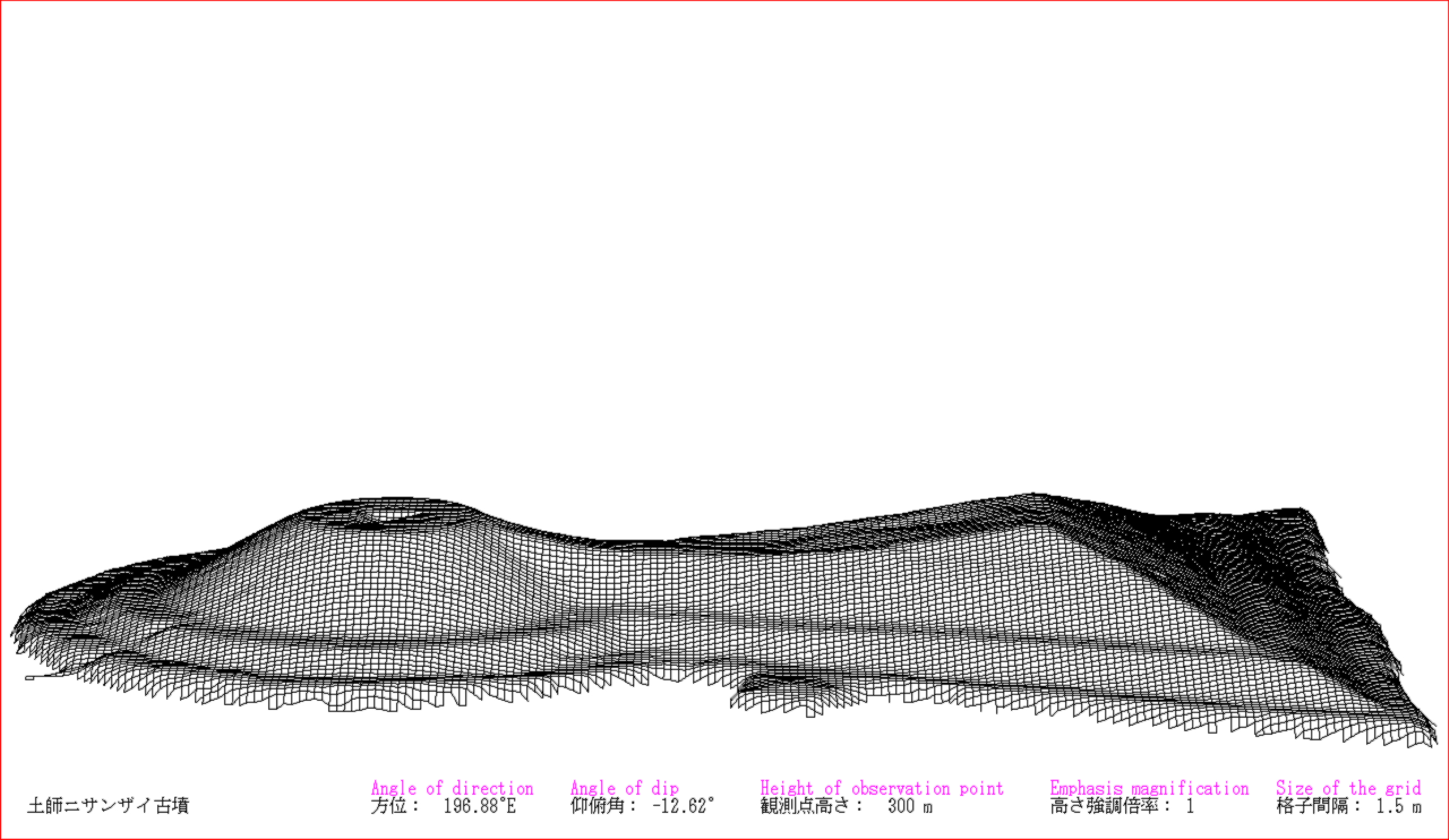
3DCGで描画。北側から見る
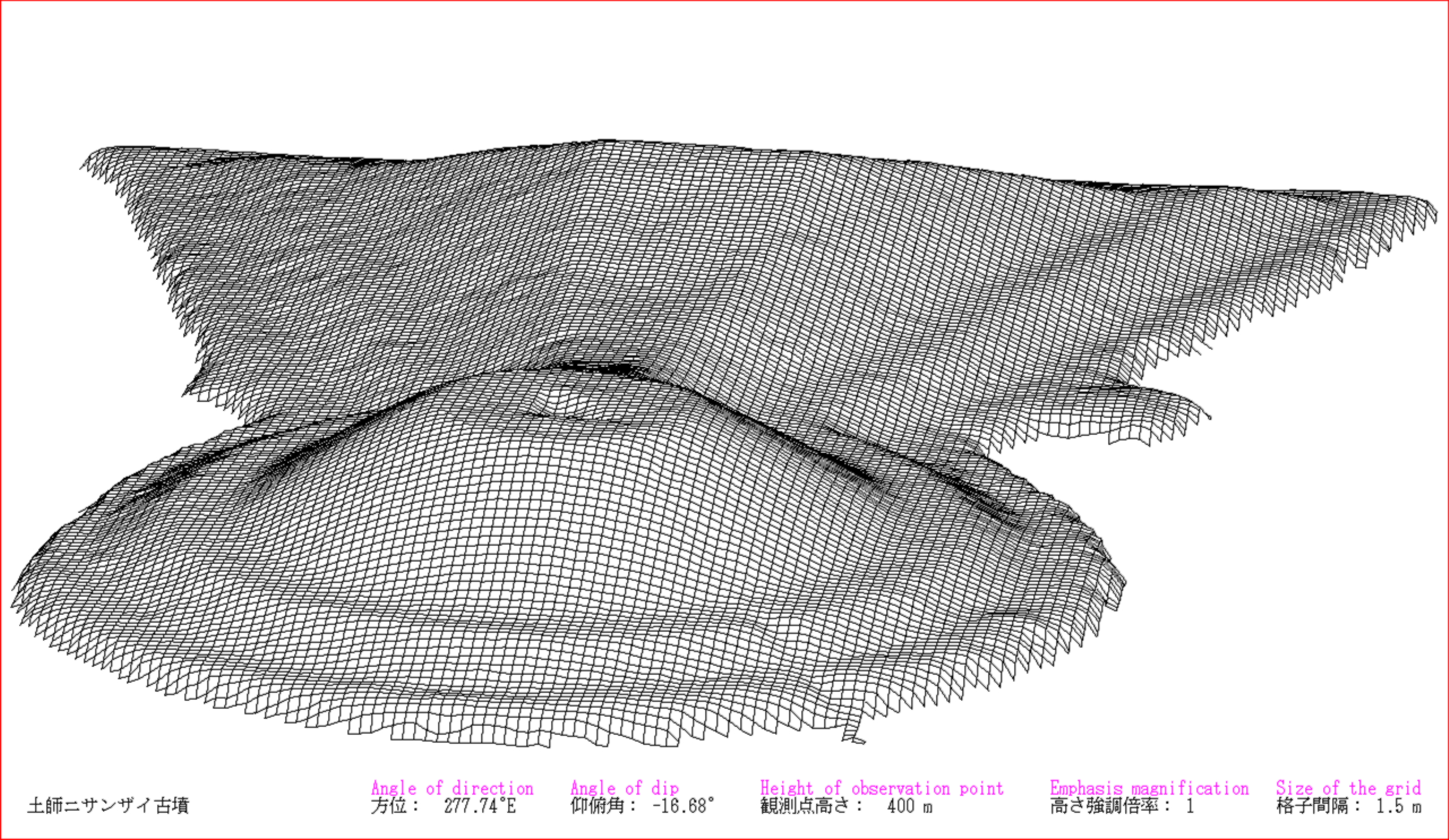
3DCGで描画。後円部方向から見る
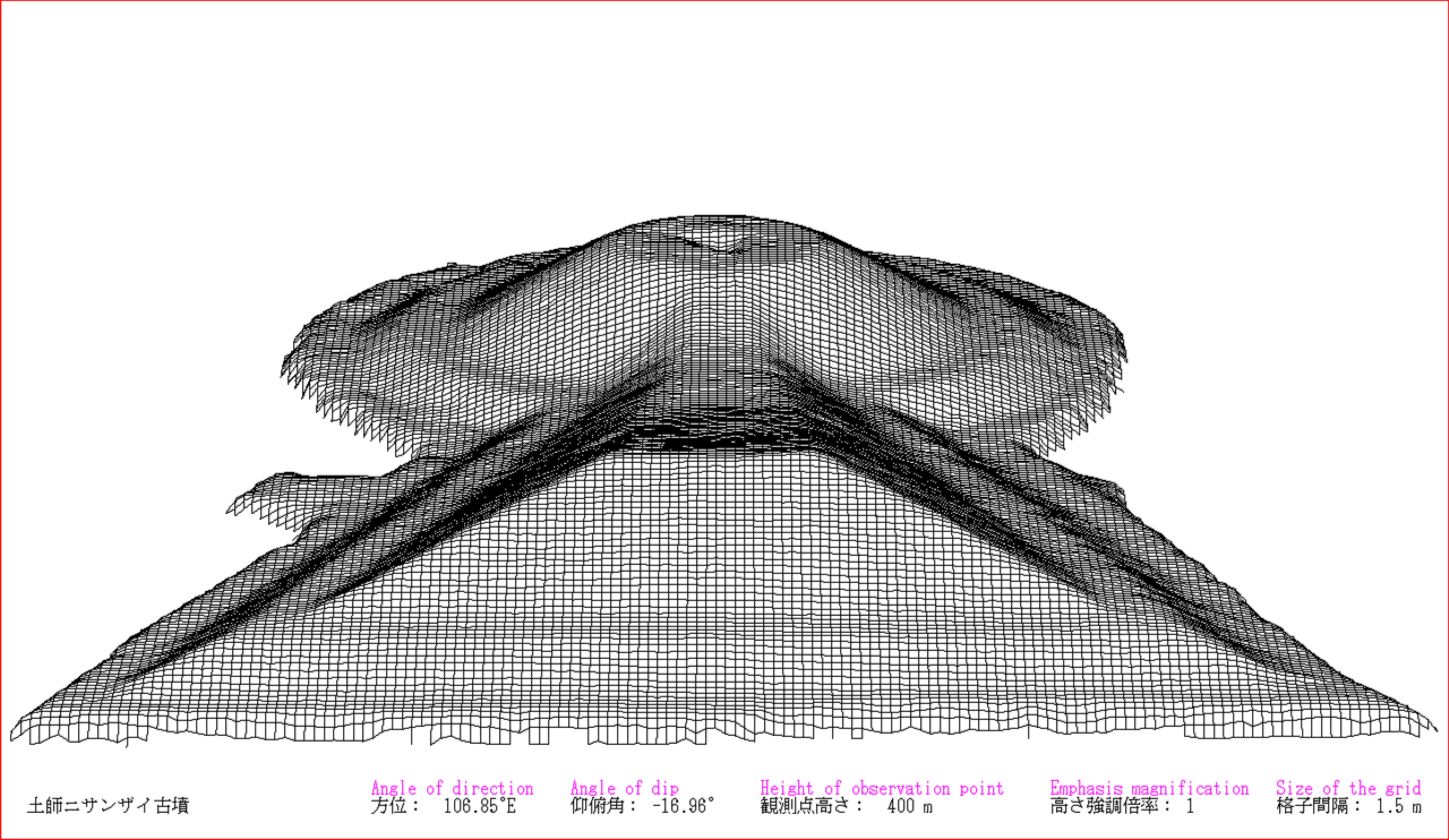
3DCGで描画。前方部正面から見る
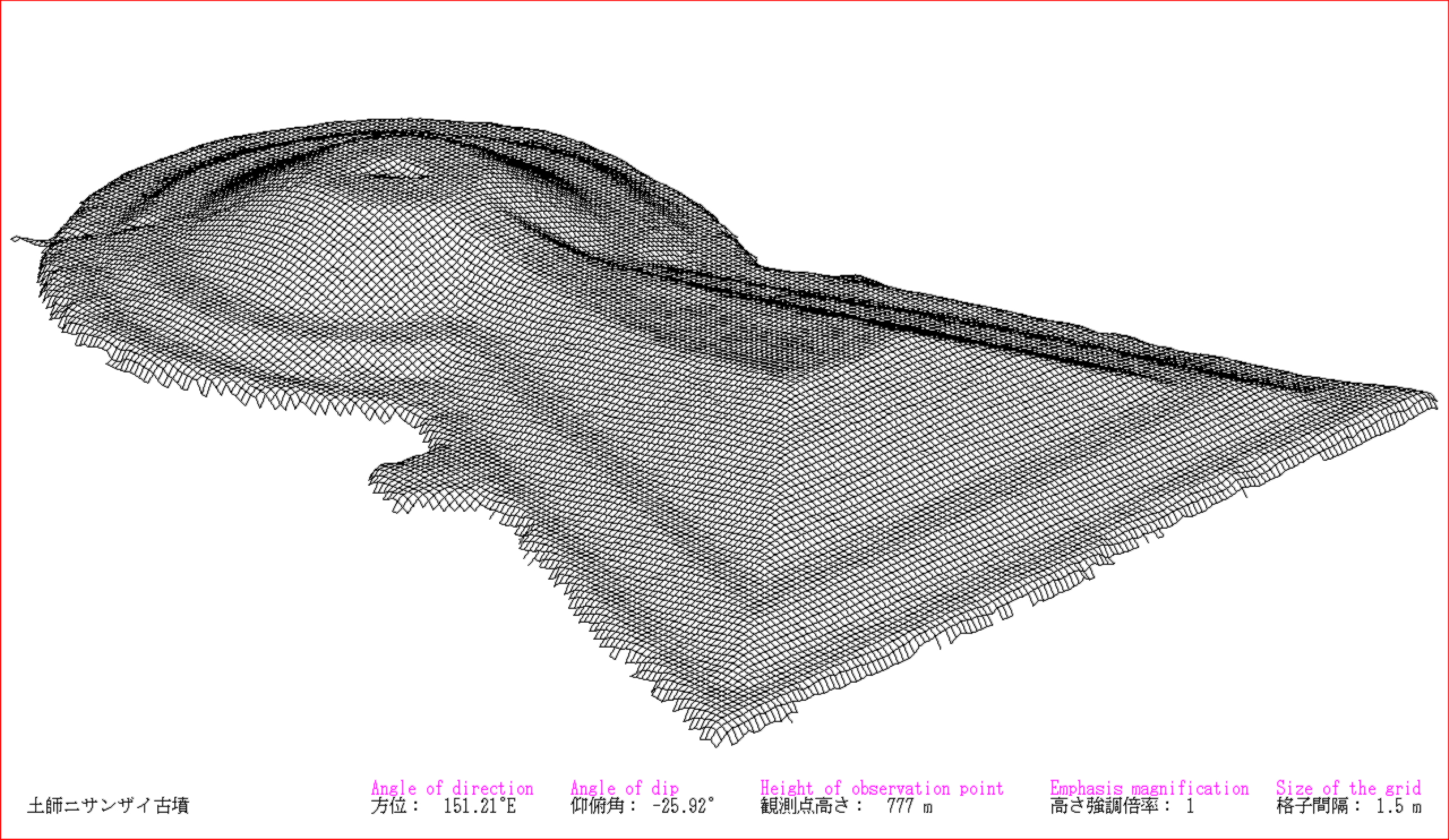
3DCGで描画。北西方向から見る
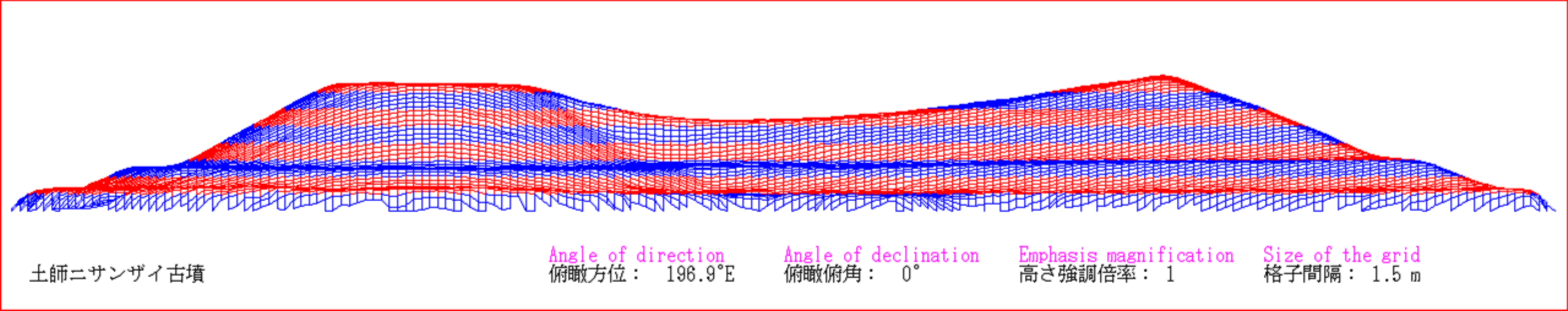
3DCGで描画。真横から見る

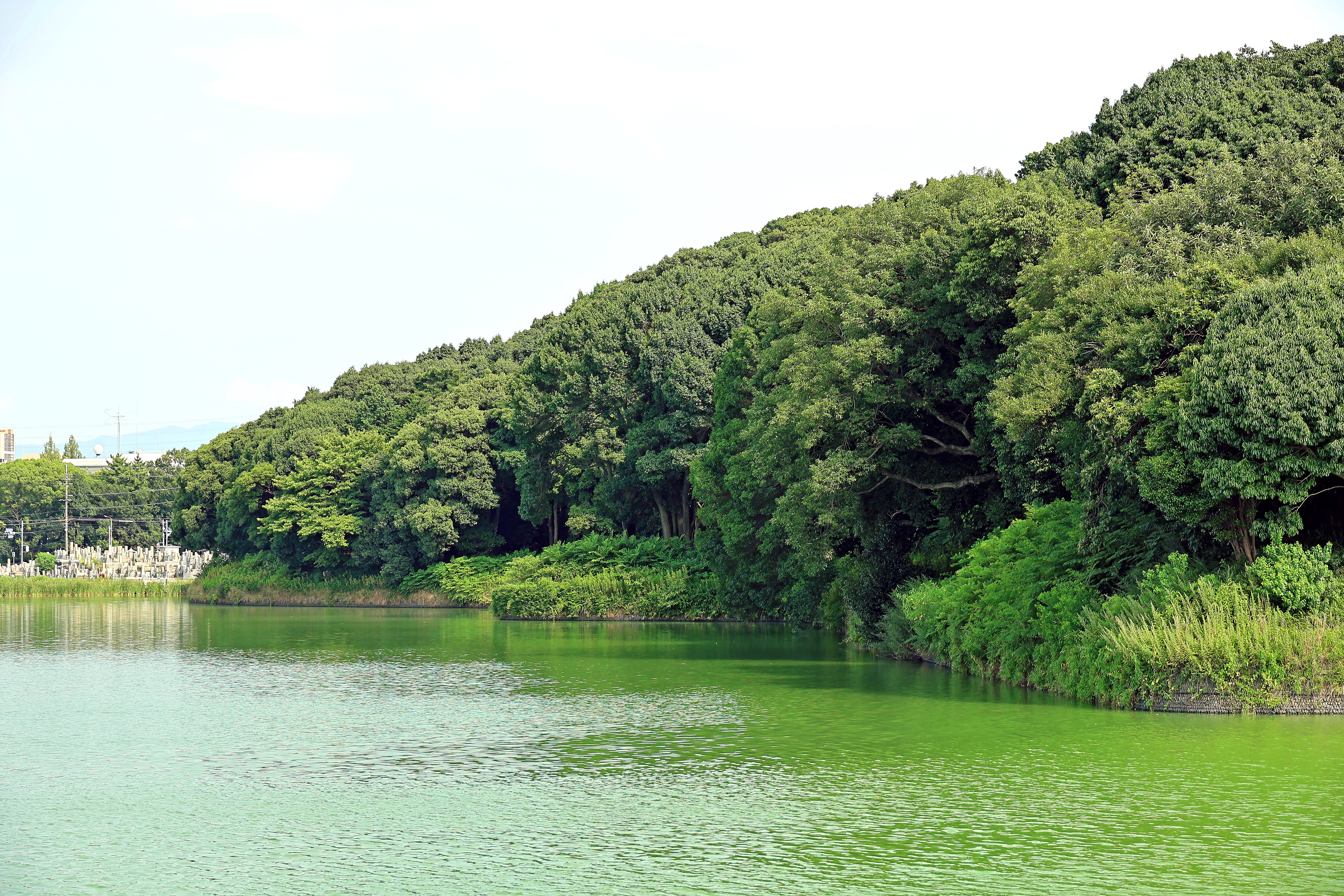
画像右に前方部北端、左奥に後円部北側 （前方部北端から撮影）
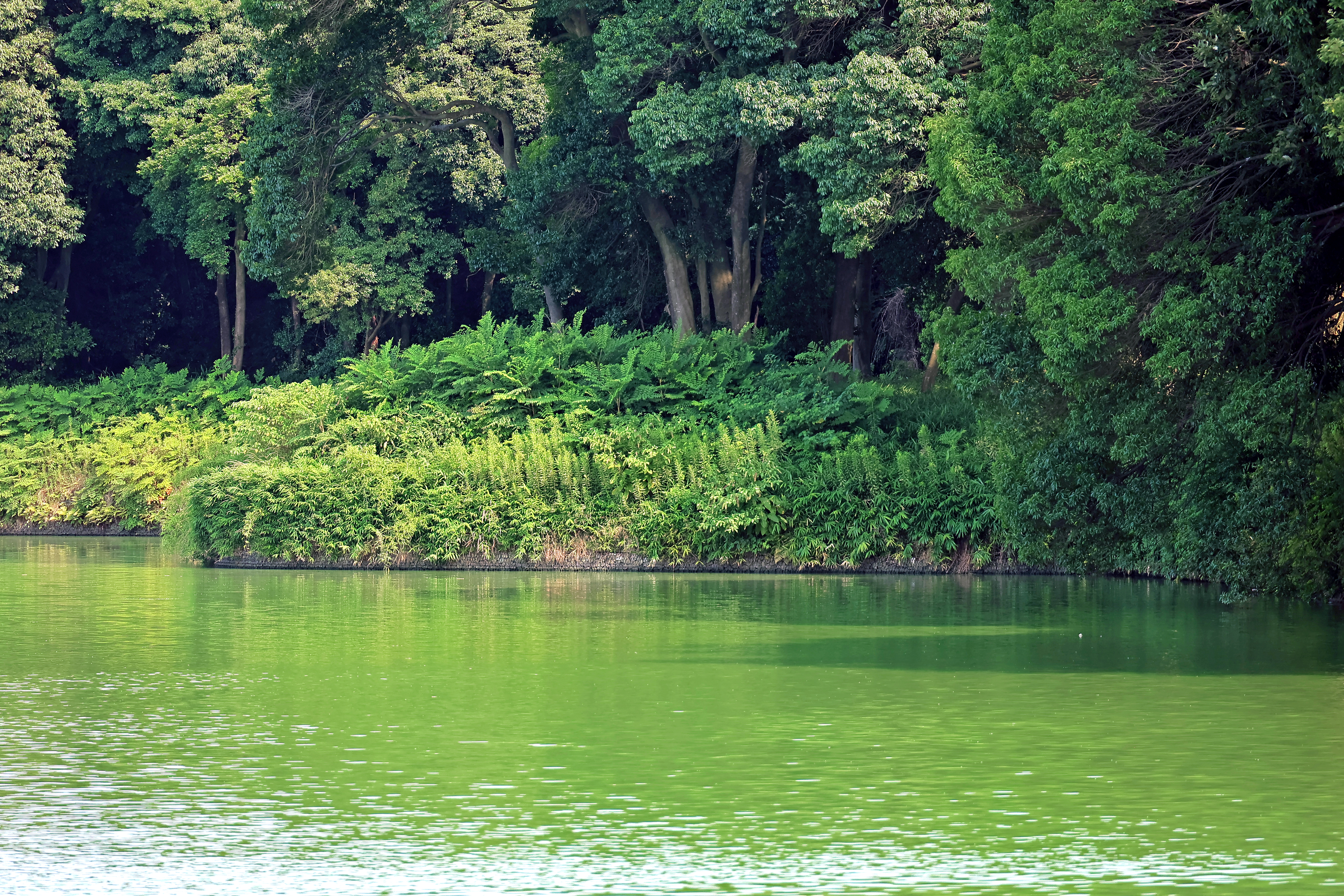
北側くびれ部造出し （前方部北端から撮影）
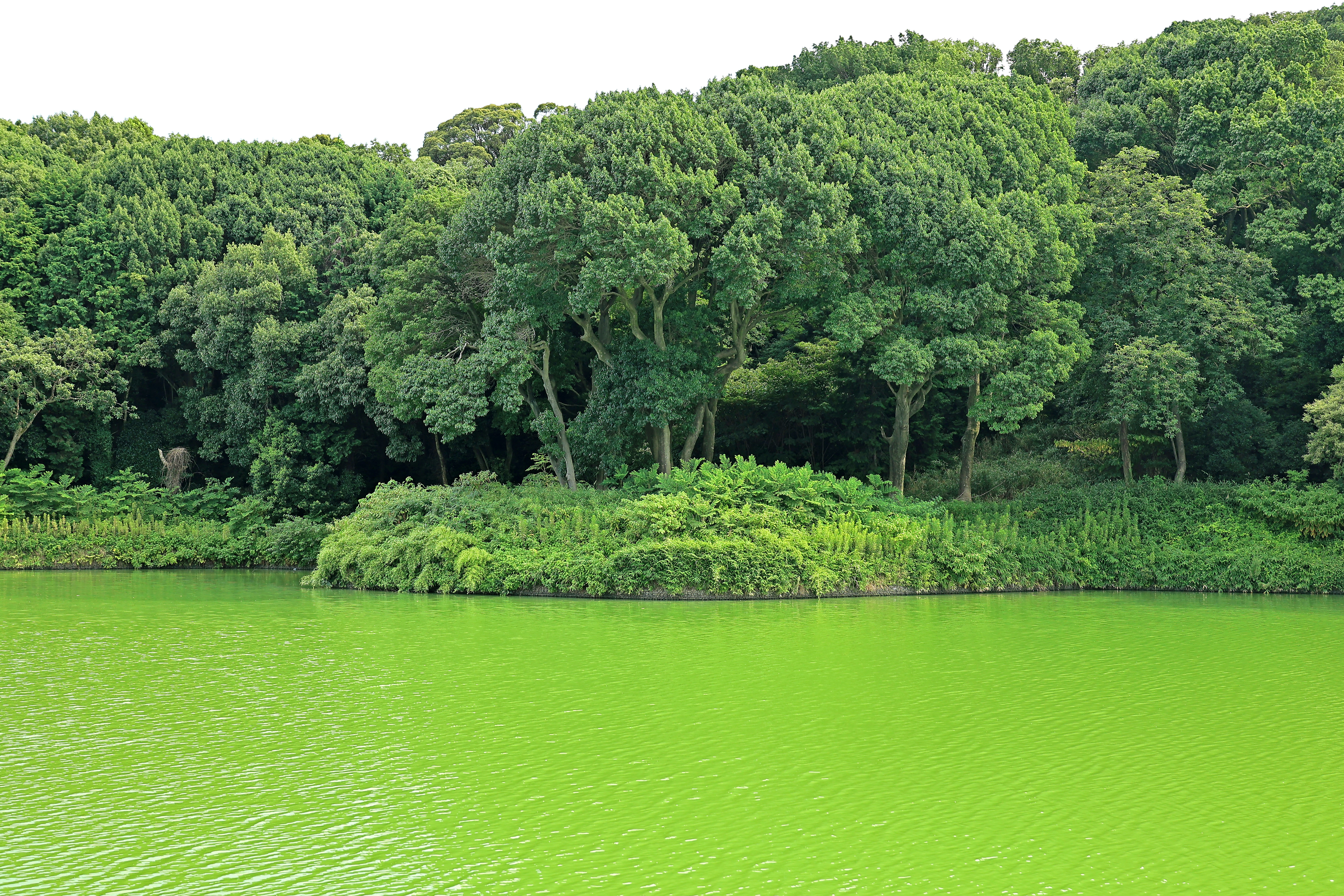
北側くびれ部造出し （前方部南側側方から撮影）
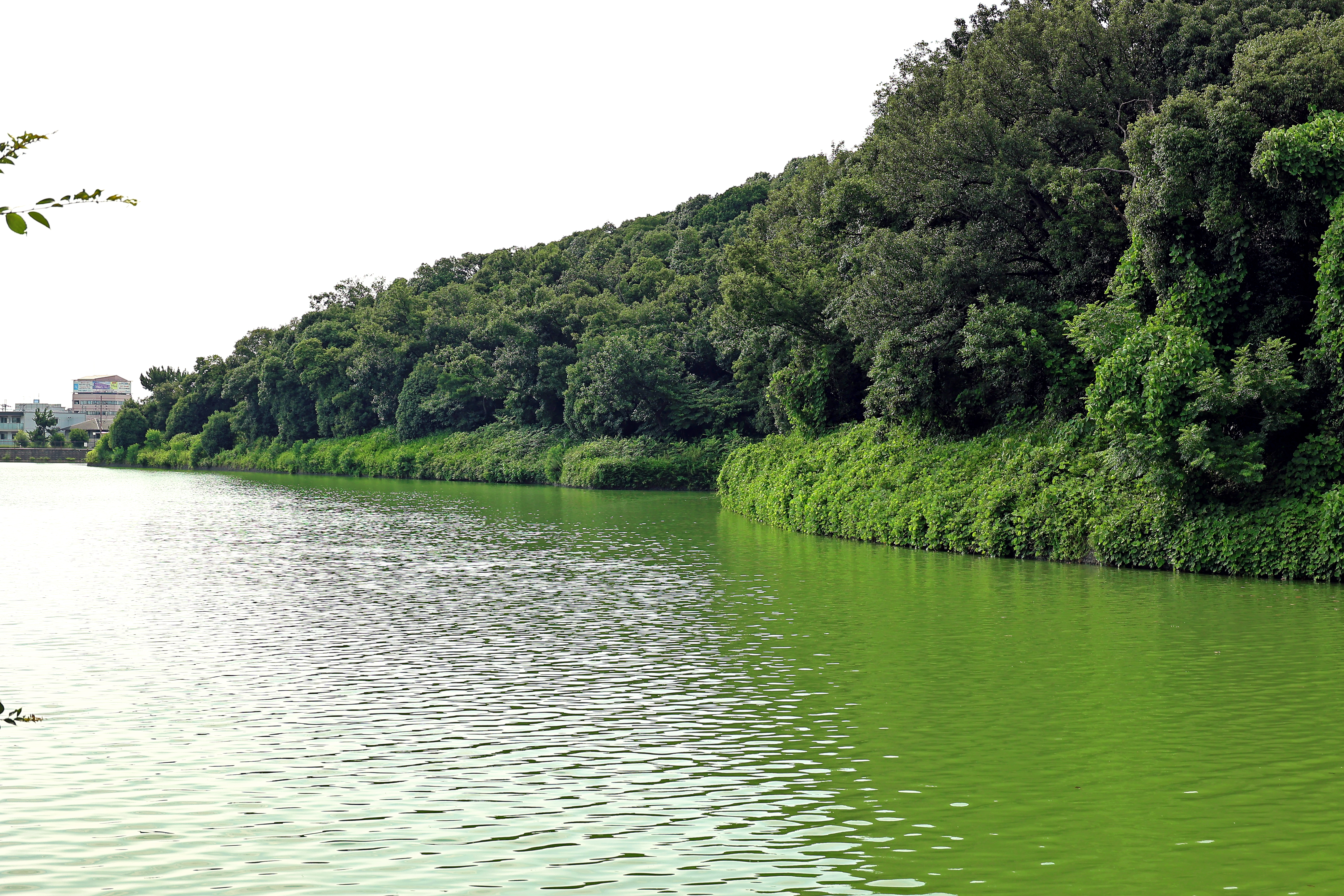
画像右に後円部南側、左奥に前方部 （後円部南側から前方部方向を撮影）
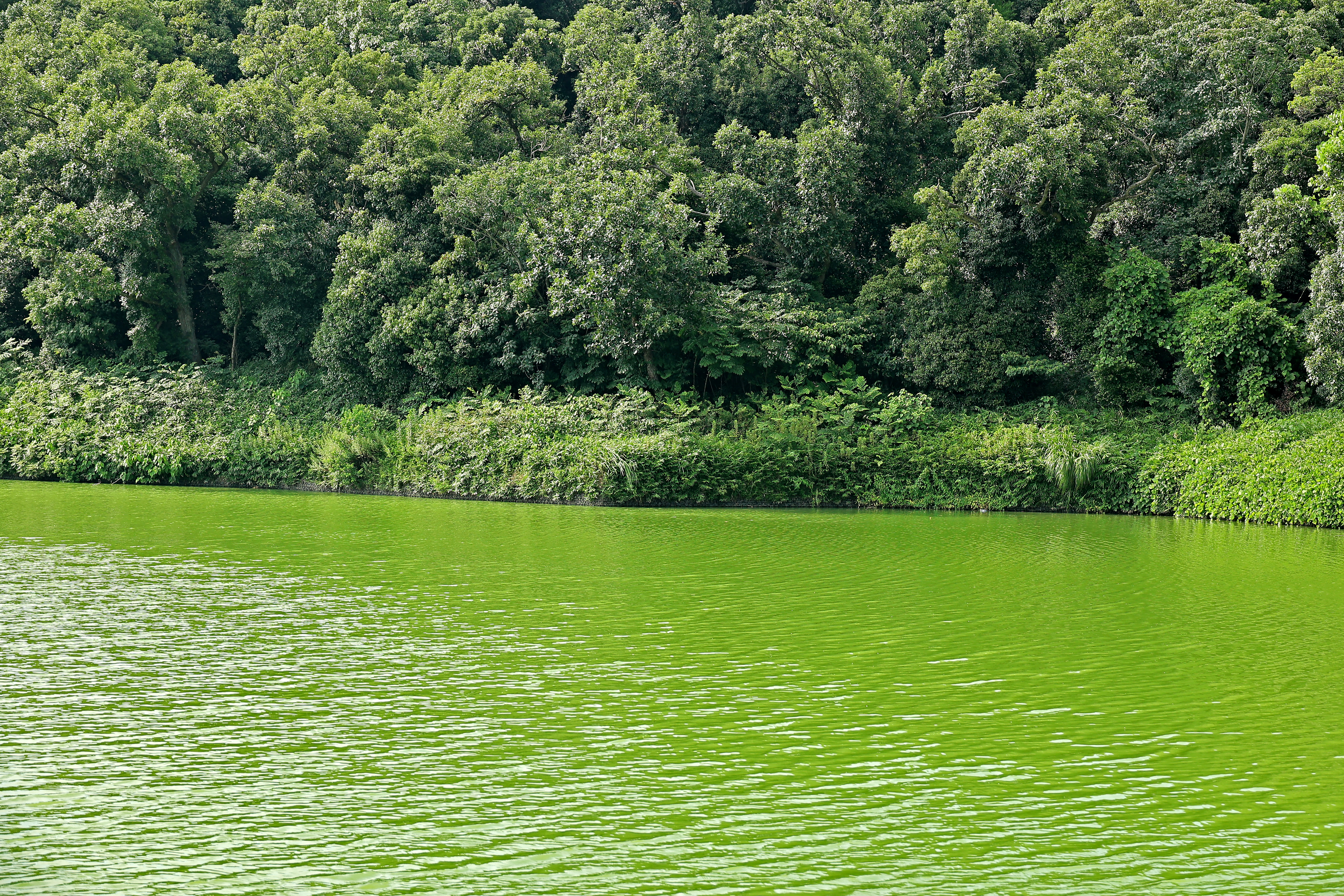
南側くびれ部造出し （後円部南側側方から撮影）
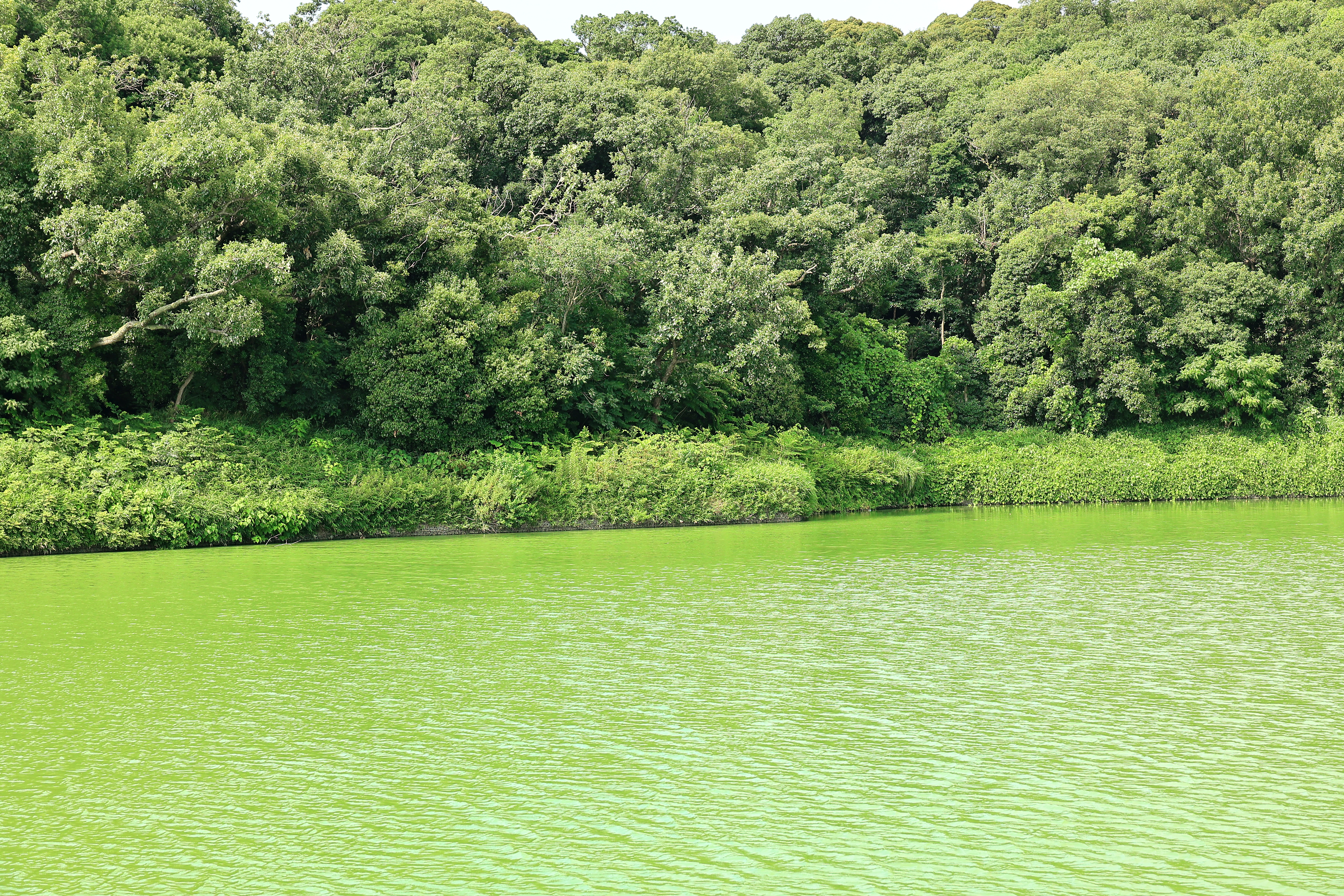
南側くびれ部造出し （前方部南側側方から撮影）
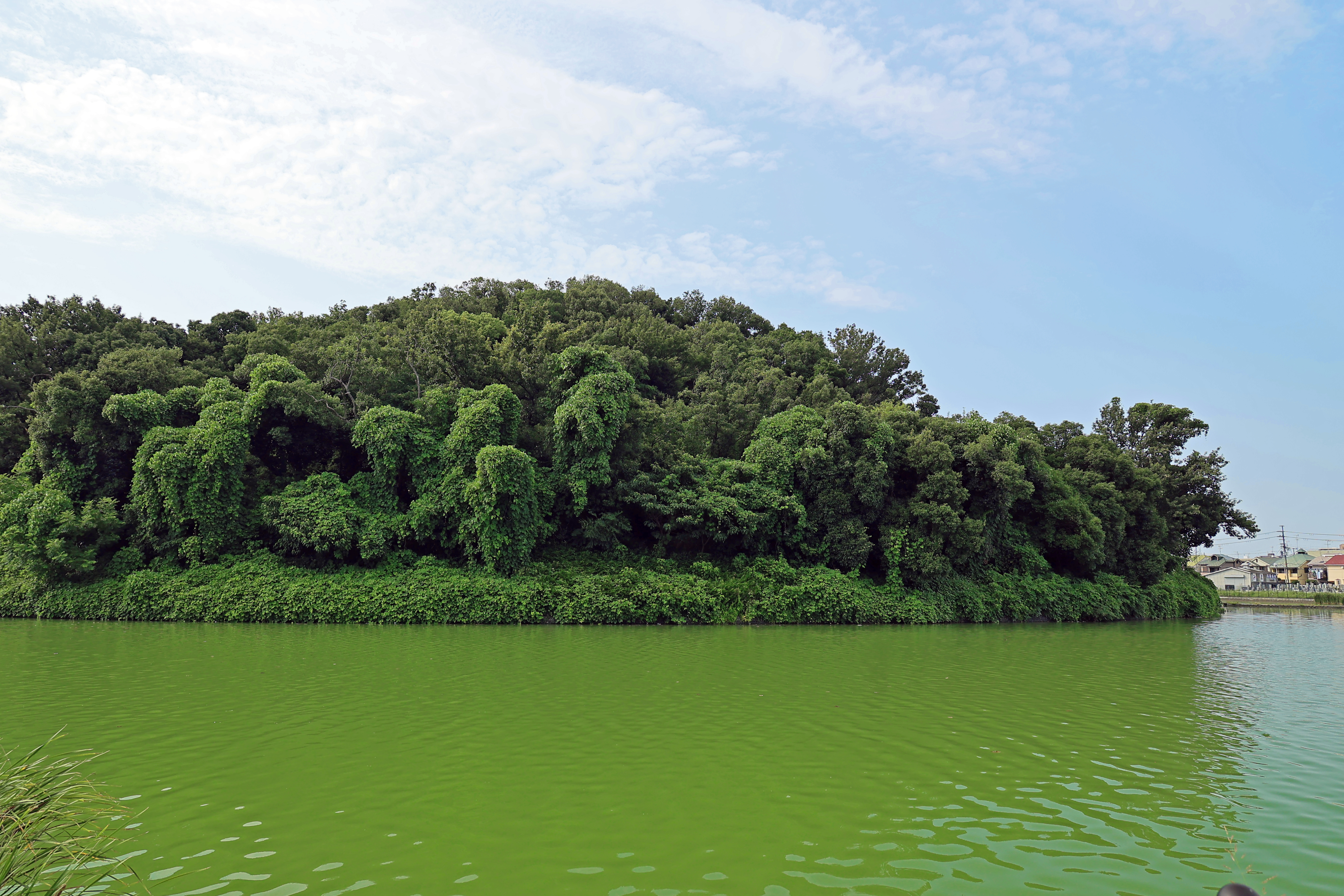
後円部南側
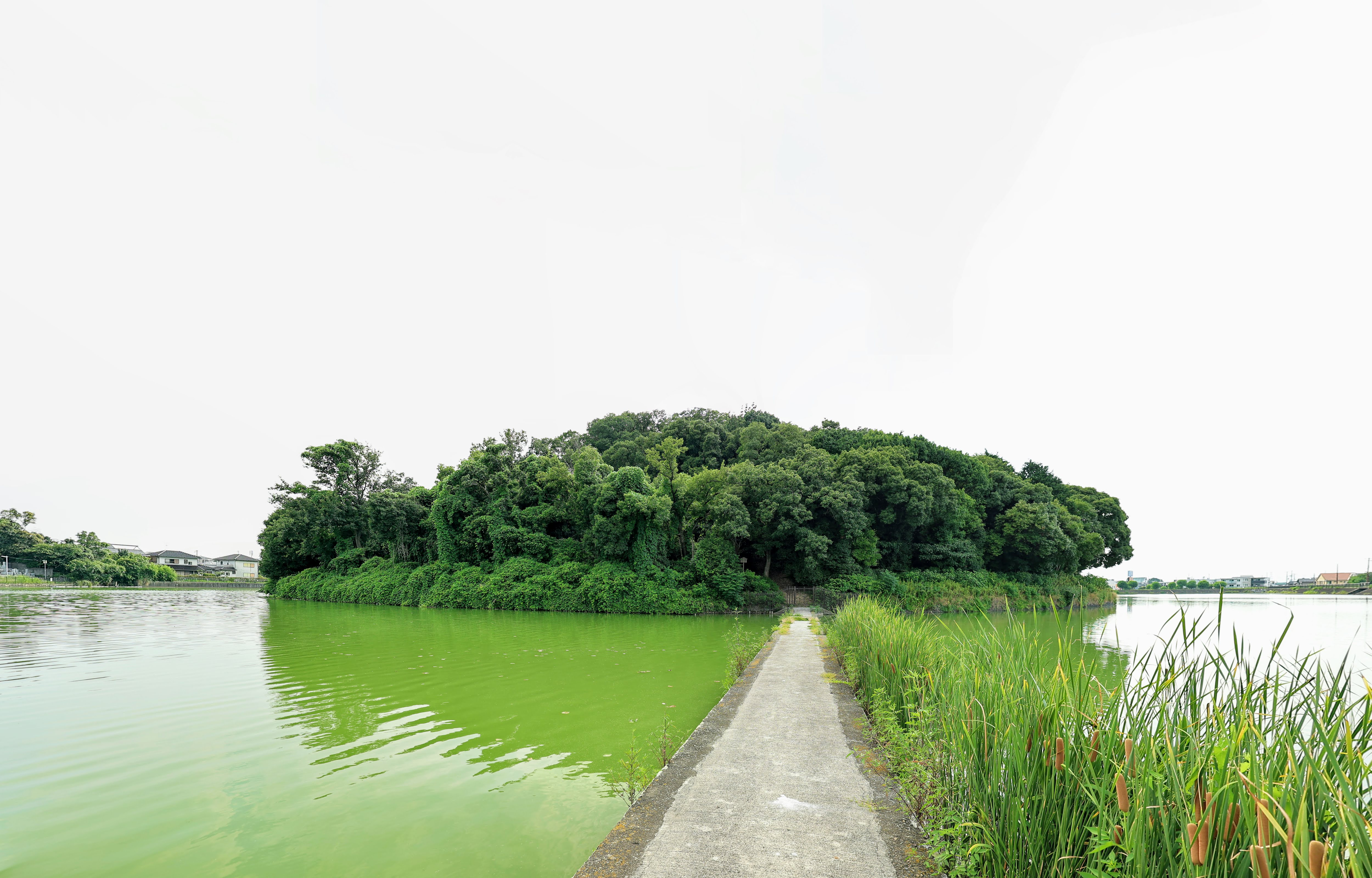
前方部 （古墳軸上前方部側から撮影）

## 調査概要

### 1975年（昭和50年度） - 1998年（平成10年度）
この期間に、本古墳周囲での調査は、前方部北部の発掘調査が1箇所のみで、その他は範囲確認のためのトレンチ調査、工事立ち会いに於ける断面観察だけであるが、多くの所見が得られている。
- 内濠
  - 後円部側の東側の濠外肩部分で墓地造成における事前調査が行われた[5]。
    - 墓地は、後円部側の濠堤上に作られ、1975年（昭和50年）濠を埋めることで墳丘側に敷地を拡張しており、本来の内濠外肩は、現状よりも外側にあった。濠内の堆積層の厚さは1.1メートル程度で、濠底は平坦に地山を成形しているようである。各調査地点で、地山を削り成形した外肩斜面と転落した葺石が出土し、また多量の円筒埴輪、鶏型、家型埴輪、笠形、鳥形木製品が出土している。
- 内堤
  - 前方部側の北西の角付近で、堤改修工事において、断ち割り調査が行われた[5]。
    - 2メートル以上の盛土が確認され、中世から近世に施工されたと考えられる。盛土の下位に、幅6メートル、高さ1メートルの地山を削った堤跡が残るが、築造時の堤の盛土層、埴輪列などの遺構や遺物は確認されず、築造時の堤は、近世の盛土施工よりも前に崩落や流出していたと考えられる。近世に行われた堤のかさ上げは、貯水量を上げるめと考えられるが、その水位の上昇により墳丘1段目斜面の崩落を進行させたと考えられる。そのため現状の墳丘長290メートルを超えることは確実である。

  - 古墳南側の堤上で範囲確認調査と工事立ち会いが行われた[5]。
    - 近世に施工されたであろう盛土を確認したが、築造時の堤の構築層や埴輪列などの遺構や遺物は確認できなかった。この盛土も、貯水量を上げるためであると考えられ、調査は行われていないが、前方部前面の堤も、近世にかなりの量の盛土が行われていると推測できる。

- 外濠

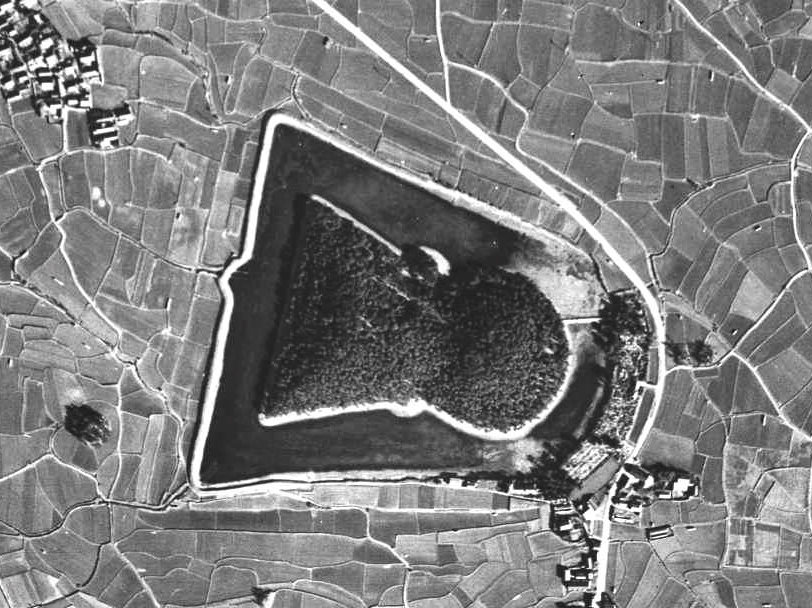
1948年当時の空中写真。

  - 本古墳周辺で、区画整理事業が行われる前に、現・内濠の外周は、末永雅雄が提唱した「周庭帯」の典型例であると確認されており、外濠の存在が予想されていた。そのため、外堀の位置や深さを把握するために、掘削、ボーリングなどの調査が行われた[5]。

※ 周庭帯は、航空写真を用い古墳を観察することで、古墳周濠外側に、古墳を取り囲むように、明らかに広範囲な人工的な平坦な広がりを確認できる場合があり、その部分に外堀などの遺構がある可能性が高く、その部分を末永雅雄は「周庭帯」と提唱していた。（詳細は外部リンクの『末永博士と周庭帯』参照）
- 内濠外側の北側で、公園造成における事前発掘調査、範囲確認調査、工事立ち会いが行われた。
  - 多くの箇所で外濠が確認された。地山を削り外濠の内肩斜面と内堤を広範囲に確認し、内肩斜面の途中で平坦面がある2段落ちに築造されていた。上段の斜面裾に溝状遺構があったが、築造時のものか不明である。下段斜面下端から少量の礫が出土し、内肩斜面に葺石が並べられていた可能性が考えらる。遺物として、多量の円筒埴輪、ほぞ孔のある木製部材が出土した。ある調査地で、2段落ちに築造されていた内肩の斜面で、濠幅が上段で約23.5メートル、下段で約19.0メートルと確認された。ただし、上段斜面は内堤の基部に相当する可能性がある。別の調査地では、遺物に円筒埴輪の他に、瓦器、瓦質土器が出土したことから、鎌倉時代には外壕は埋没していなかったと考えられる。

- 内濠外側の西側で、範囲確認調査、工事立ち会いが行われた。
  - 外濠が確認され、北側土曜の2段落ちになっており、下段の濠幅13メートル、深さ0.9メートル以上が確認され、遺物として、円筒埴輪、家、動物、盾などの形象埴輪が出土した。別の調査地では、上段濠幅、16.2メートル以上、下段濠幅、10.8メートル以内、内肩平坦面での深さ1.2メートルを確認した。

- 内濠外側の南側で、範囲確認調査、工事立ち合いが行われている。
  - 外肩斜面や内肩斜面が確認され、ここでも2段落ちの斜面が確認された。上段の斜面は堤の基部の可能性があり、また、2段落ちが築造当初からの物であれば外濠を取り囲む外提が存在した可能性も考えられる。上段濠幅は各調査地で18メートル程度、下段濠幅は、12メートル - 16メートル以上、深さ1.5メートル前後が確認されている。また帯水状態にあったことを推測させる粘性の高い粘質土が堆積していることを確認されている。遺物としては、口径40センチメートル以上の大型品を含む多量の円筒埴輪、須恵器などが出土した。

- 内堀外側東側では、下水管敷設、ガス管敷設、後円部東側の道路の工事立ち合いが行われた。
  - 全ての地点で、道路路盤直下で地山が確認され、外濠の存在が確認できなかった。後円部側の内堀外側は、北・西・南に比べ地形が高くなっており、外堀が無い代わりに、堤を高くし、周辺との境界とした可能性、もしくは元の地形が他よりも高く、非常に浅い濠だった可能性も考えられる。

これらの調査から本古墳は、二重の濠を構える前方後円墳であることが判明したが、ただし外濠は後円部側に関し、濠が完周しない、もしくは浅くなっていた可能性が高いと考えられる。また墳丘の前方部が大きいいのに伴い、内堀、外濠ともに前方部側が広がっている形態である。外堀を含めた推測規模は前方部側面で最大490メートルである。墳丘の主軸方向は、外濠の存在が明らかでないために、計測点を定められないが、畦畔の痕跡に沿って造られた道路の内寸で計測すると、推定475メートル前後となり、主軸長と最大幅がほぼ同程度で、外濠を含めた形態は正方形に近いことが確認できる。外濠の内肩斜面は2段堀り形状だったが、内肩斜面の平坦面と外肩の高さが揃う箇所が多くあり、内肩斜面の上段と外肩の高さでは差があるため、内肩斜面の上段部が内提の基部に当たる可能性が高い。外堀の幅を計測する場合、下段幅で計測すると築造時の状況に近いと考えられる。この計測法での外濠の幅は、北側で20メートル前後、西側で10メートル前後、南側で15 - 16メートル以上となる。ただし、一段掘りで確認された場所も多く、改変されている可能性もある。
円筒埴輪の形式から、時期的に大仙陵古墳に続くもので、大仙陵古墳よりも前方部が巨大化し、百舌鳥古墳群では大仙陵古墳に続き築造されていることから、大王陵と位置づけられると考えられる。

### 2012年（平成24年度） - 2015年（平成27年度）
長年による濠水の波浪による浸食で墳丘裾部が、えぐられる状態にあるため、宮内庁で2014年（平成26年）・2015年（平成27年）に墳丘の護岸、法面保護工事を計画し、その工法を決定するために、事前調査を実施するにあたり、以下の期間において、4次にわたり、宮内庁と堺市により墳丘と内濠で同時調査が行われた。
- 2012年（平成24年度）9月25日 - 2013年3月22日 調査面積 457平方メートル
- 2013年（平成25年度）12月2日 - 2014年2月28日 調査面積 49.3平方メートル
- 2014年（平成26年度）10月10日 - 2015年2月28日 調査面積 110平方メートル
- 2015年（平成27年度）10月1日 - 2016年2月28日 調査面積 255平方メートル
  - 遺物
    - 調査で遺物収納コンテナ148箱分の遺物が出土した。大まかな内訳として、木製品・木材・木片などが66箱、残りの82箱のうち、大部分は円筒埴輪・朝顔形埴輪、次いで形象埴輪であった。他に、須恵器、土師器、黒色土器、瓦器、瓦質土器、土師質土器、陶磁器、瓦、石器、石製品が少量出土した[17]。

  - 墳丘規模
    - 後円部の主軸に直行する墳丘端調査区、および前方部の主軸に直行する墳丘端調査区で、それぞれで墳端が確認された。この墳端を計測すると、墳丘の元の大きさは、墳丘長300.3メートル、後円部の直径は168.6メートルと推測できた[13]。

  - 木橋遺構
    - 後円部の墳丘中心線の墳丘端付近から濠堤にかけて設けられたトレンチにおいて、後円部墳丘端側、堤側の両方から、それぞれ墳丘主軸線に直行する横方向に7列の柱穴列を検出。柱穴列の3列目と4列目との間に墳丘の中心線があるため、柱穴列は、明らかに墳丘の中心線を意識して作られていると考えられた。柱穴は35基確認したが、大部分は柱が残存しておらず、抜き取られたと考えられる。一部残っていた柱の材質は、クヌギ、またはアベマキであった。7列の状態で濠を横断すること、柱材に雑木が使われていたことから、濠に掛けられた木橋と考えられている。その想定される規模は、柱穴列が内提の上面から墳丘の第一テラスまで続いていたと仮定すれば、幅12メートル、長さは55メートルとなる[18]。濠においては、木製品が残りやすい環境であるが、橋に関連する部材がほとんど残存していないことから、自然崩落ではなく、意図的に撤去したと考えられる。柱穴付近の土の堆積状況から、極めて短期間で撤去されていると考えられ、墳丘の主軸を意識し重厚長大な橋を架けていることから、棺を運び入れるなど、橋を通り行われる行為自体に重要な意味があるもの、葬列が通るための墓道や葬送儀礼に関わる場であると考えられる。そのため儀式が終了するとともに撤去されたと考えられている[19]。

4次にわたる墳丘端調査によって、推定復元墳丘規模が、墳丘長300.3メートル、後円部径168.6メートルとなることが分かり、全国7番目の大きさとなる。また濠低の標高は、後円部の墳丘主軸線上で19.8メートル、前方部の主軸線上で19.5メートルであった。300メートルに対し30センチメートルの勾配であり、測量技術、土木技術の高さが窺える。第1テラスに埴輪列が隙間なく並べられており、葺石は第2斜面では、御廟山古墳などに比べ、かなり大きい石が使われていた。第1斜面は、葺石がほとんど確認されず、葺かれていないのか、葺かれていても極めてまばらであったと考えられ、古墳築造における葺石作業の簡略化が始まっていた可能性が高い。北側の造り出しでは、埴輪列とその内側に据えられた須恵器大甕（おおかめ）の底部が見つかり須恵器甕が規則的に並べられていたことが推測されている。この部分では蓋（きぬがさ）以外の形象埴輪は殆ど無く、須恵器も高杯や器台のみで、多様な遺物が見つかった御廟山古墳と比べると、造り出し周辺で行われていた祭祀の内容が大きく変化したことが窺える。後円部堤側で、鶏形・家型・人物形埴輪が出土しているので、当古墳では多様な埴輪を配置した埴輪祭祀区域は、内提上に移動した可能性も考えられる。墳丘や堤上で土製埴輪以外に木製埴輪が多数見つかっていることから、木製埴輪を使った祭祀が行われていたことも考えられる。葺石や転落石を分析した結果、それら石材の採取推定値は、大半が近郊の大阪南部の槙尾川や津田川にかけての川原と推測されるが、中には西宮市、神戸市灘周辺の六甲山山麓付近や二上山の西方の春日山付近と推定できるものもあった。

## 墳丘裾護岸工事

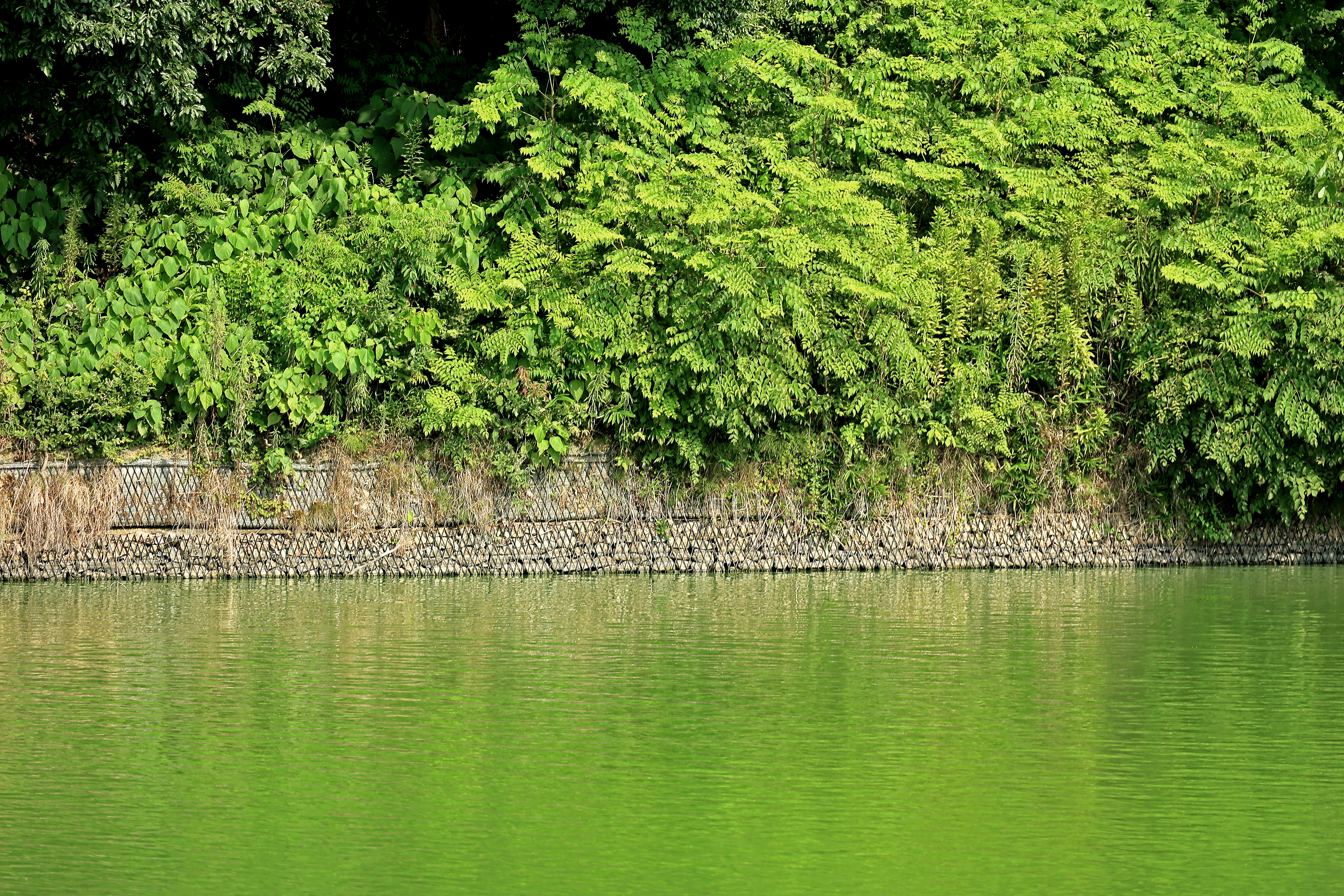
墳丘裾の草がない部分に護岸工事の法面ユニットが露出

長年による濠水の波浪による浸食で墳丘裾部がえぐられる状態にあたったため、2014年（平成26年）・2015年（平成27年）に、宮内庁によって墳丘裾の護岸工事が施工された。
整備工事にあたり以下の3点を原則とされた。
- 遺構・遺物に影響を与えないこと。
- 可逆的な工法を用いること。
- 景観に配慮すること
  - 墳丘の葺石として用いられている石材は、調査概要内で上述したが、大阪南部地区や神戸市六甲山山麓付近の石が用いられているため、工事に使用する石材は、葺石と混同しないために、葺石と異なる岩種が用いられた。
  - 整備工事は保全を目的とし、復元的な工事を行わない工法を選択し、「補強土壁工」という工法が用いられた。

割栗石と法面補強ユニットが用いられ、浸食部に良質の土が充填され、植生シートが設置された。施工数か月後には、植生シートと植生土壌の種が芽吹き、墳丘裾は緑で覆われ、割栗石、法面ユニットが見えなくなり、景観に配慮されていることが確認できた。ただし、法面ユニットは本来の墳丘第1段斜面の傾斜角と異なっているため、この状況が築造時のものと誤解されないようにする考慮が必要といえる。

## 文化財

### 国の史跡
史跡：百舌鳥古墳群を構成する19古墳のうちの一つとして、ニサンザイ古墳内濠が史跡に指定されている。
- 2014年（平成26年）3月18日に、史跡に既指定されている7古墳（いたすけ古墳、長塚古墳、収塚古墳、塚廻古墳、文珠塚古墳、丸保山古墳、乳岡古墳）を統合し、御廟表塚古墳、ドンチャ山古墳、正楽寺山古墳、鏡塚古墳、善右ヱ門山古墳、銭塚古墳、旗塚古墳、寺山南山古墳、七観音古墳、グワショウ坊古墳を追加指定し、名称が百舌鳥古墳群と改められた[23]。
- 2018年（平成30年）10月15日に、御廟山古墳内濠が追加指定された[24]。
- 2019年（平成31年）2月26日に、ニサンザイ古墳内濠が追加指定された[25]。

### 堺市指定史跡
ニサンザイ古墳内濠 - 2016年（平成28年）4月11日に指定されていたが、国の史跡に指定されると同時に堺市指定史跡を解除。

## 世界遺産
2019年（令和元年）7月6日に世界文化遺産 百舌鳥・古市古墳群 -古代日本の墳墓群- を構成する百舌鳥古墳群の構成資産の一部として登録されている。

## 交通アクセス
- 鉄道
  - 南海高野線 中百舌鳥駅・Osaka Metro御堂筋線 なかもず駅から徒歩20分
- バス
  - 南海高野線 堺東駅から深井駅行き、あみだ池行きでもず梅町三丁（旧：府大農学部前）下車
  - 泉北高速鉄道 深井駅（東口）から堺東駅前行きでもず梅町三丁（旧：府大農学部前）下車
  - 南海高野線 中百舌鳥駅（南口）から伏尾行きもしくは中老人福祉センター行き、堺市立総合医療センター行きでもず八幡前下車